# Крячок королівський
Крячо́к королі́вський (Thalasseus maximus) — морський птах з родини крячкових (Sternidae), поширений в Америці і Африці.

## Зовнішній вигляд
Крячок королівський має довжину від 42 до 49 см, завбільшки майже такий, як каспійський крячок (Sterna caspia), відрізняється оранжево-жовтим дзьобом і виразнішим чубом. Хвіст роздвоєний, пір'я контрастніше, ніж у бенгальського крячка (Thalasseus bengalensis). Нижній бік пір'я світліший, хвіст довший, ніж у каспійського крячка.

## Поширення

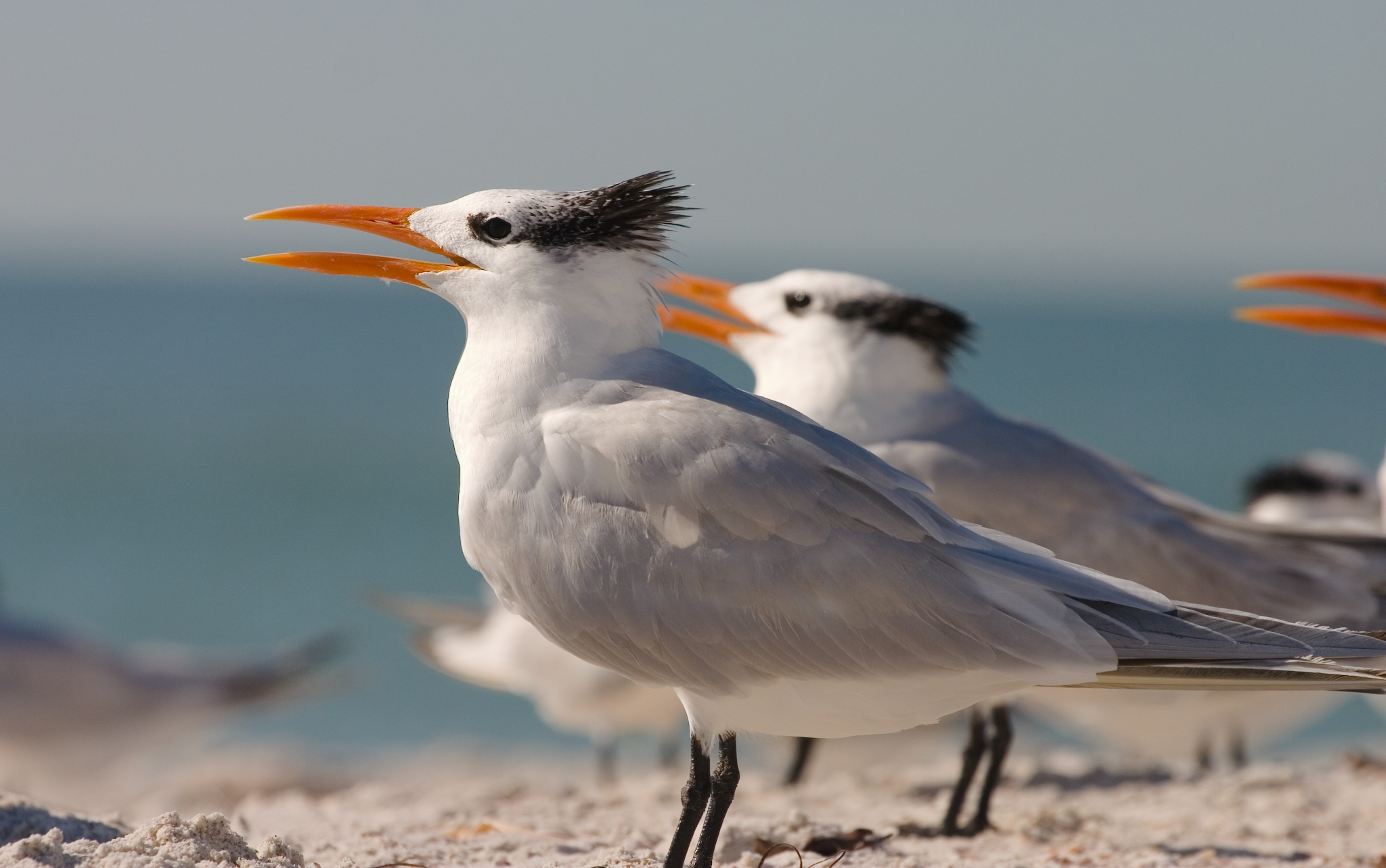
Королівські крячки

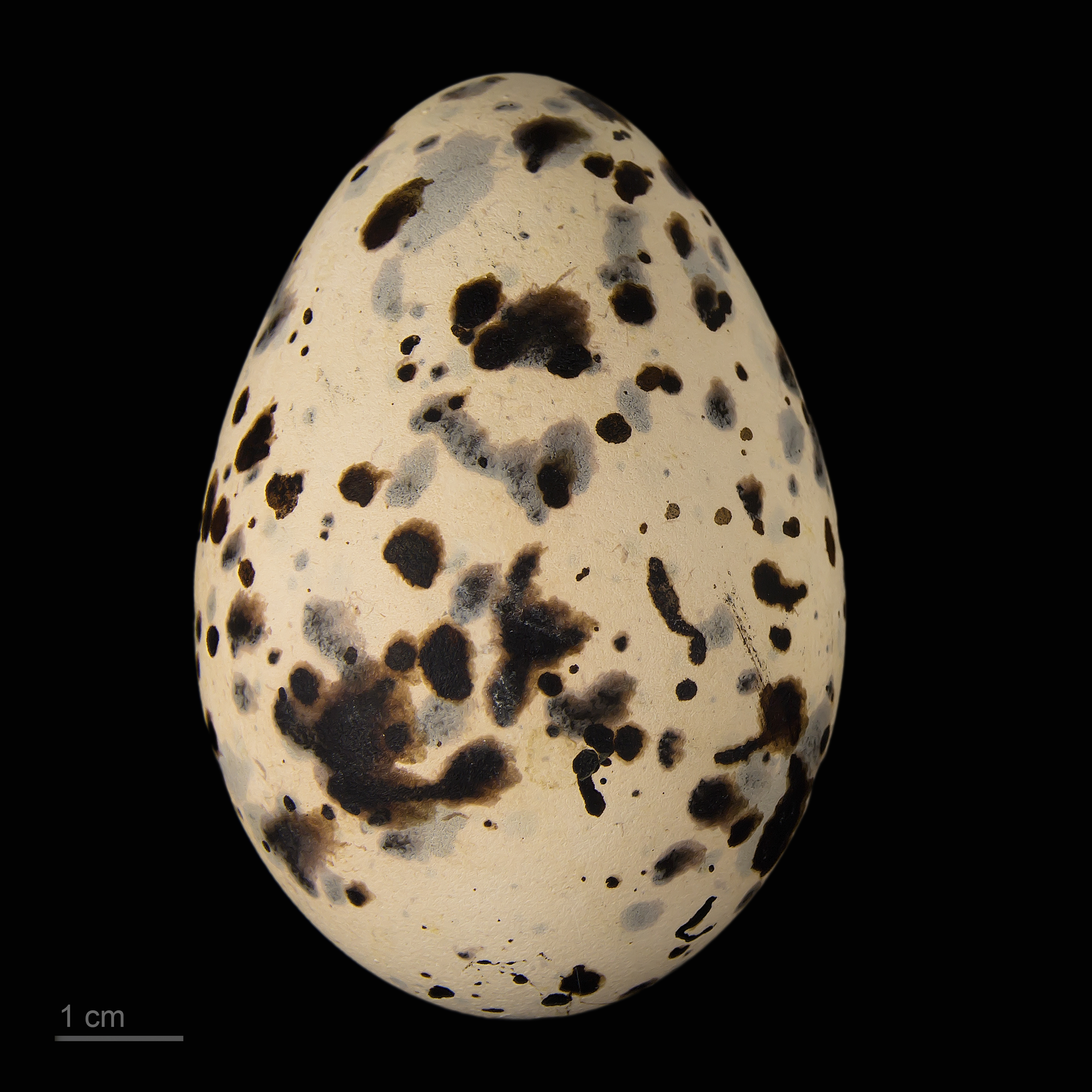
яйце Thalasseus maximus albididorsalis - Тулузький музей

Крячок королівський гніздиться головним чином в Америці й на східному узбережжі Атлантичного океану — в Мавританії. В Європі королівські крячки трапляються дуже рідко й залітають, імовірно, з Північної Америки.